# Gare de Méry

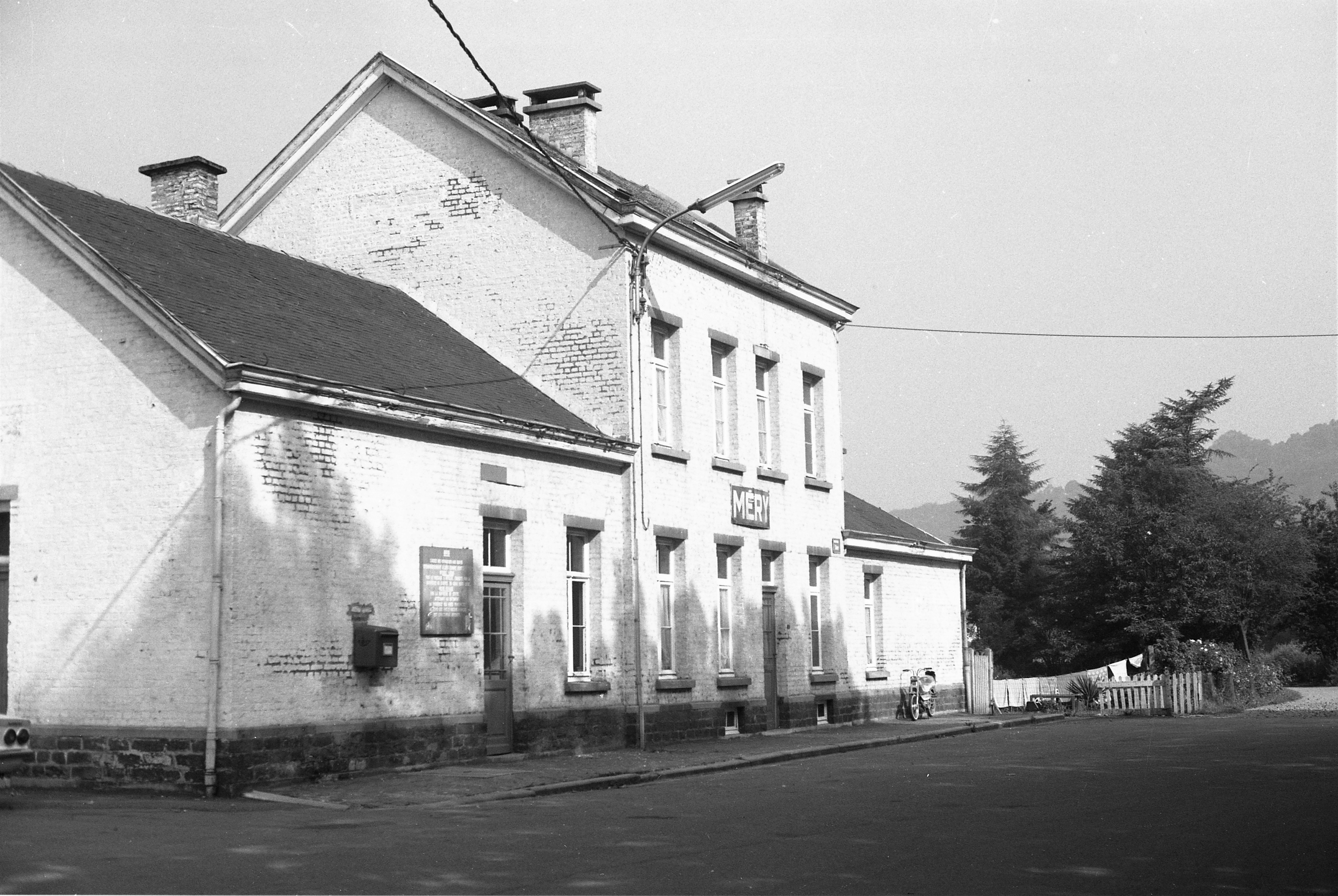
La gare de Méry côté rue le 3 août 1977.

vignette
Ne doit pas être confondu avec Gare de Méry-sur-Oise.

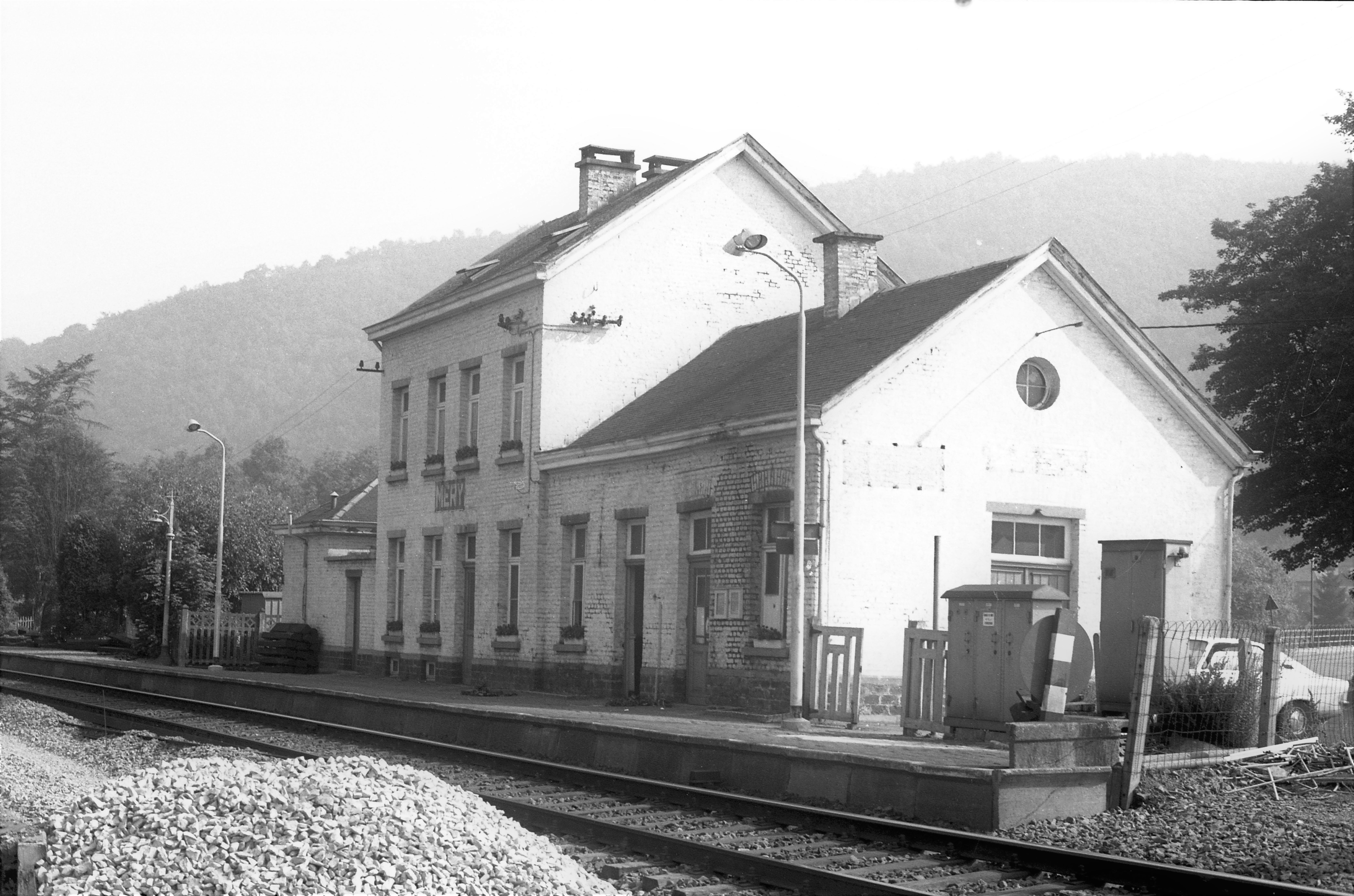
La gare de Méry côté voies le 3 août 1977.

La gare de Méry est une gare ferroviaire belge de la ligne 43, de Liège (Angleur) à Marloie, située au village de Méry sur le territoire de la commune d'Esneux, en région wallonne dans la province de Liège.
C'est une halte ferroviaire de la Société nationale des chemins de fer belges (SNCB) desservie par des trains omnibus (L) et heure de pointe (P).

## Situation ferroviaire
Établie à 82 m d'altitude, la gare de Méry est située au point kilométrique (PK) 10,20 de la ligne 43, de Liège (Angleur) à Marloie, entre les gares de Tilff et de Hony.

## Histoire
En 1897, on construit un bâtiment des recettes, de plan type 1893.

## Service des voyageurs

### Accueil
Halte SNCB, c'est un point d'arrêt non géré (PANG) à accès libre avec deux quais et abris.

### Dessertes
Méry est desservie par des trains omnibus (L) et d'heure de pointe (P) de la SNCB.
En semaine, la desserte est constituée de trains L entre Liers et Marloie ou Rochefort-Jemelle.
Aux heures de pointe, s'ajoutent une paire de trains P entre Liège-Saint-Lambert et Rochefort-Jemelle, un train P entre Liège-Saint-Lambert et Marloie (le matin) et un train P entre Liège-Saint-Lambert et Bomal (vers midi).
Les week-ends et jours fériés, la desserte se résume aux trains L Liers - Marloie, qui circulent toutes les deux heures.
En été, un unique train touristique (ICT) circulant le matin entre Liers et Rochefort-Jemelle se rajoute aux trains L de cette relation durant les week-ends.
Auparavant, la desserte comprenait aussi des trains InterCity (IC o) et InterRegion (IR m), les premiers ne marquent désormais plus le moindre arrêt entre la gare d'Angleur et la gare d'Esneux tandis que la seconde catégorie n'existe plus.

### Intermodalité
Un parking pour les véhicules y est aménagé. Des bus desservent la gare.

## Comptage voyageurs
Le graphique et le tableau montrent le nombre de passagers qui en moyenne embarquent durant la semaine, le samedi et le dimanche.
| Nombre de voyageurs qui embarquent à la gare de Méry | Nombre de voyageurs qui embarquent à la gare de Méry | Nombre de voyageurs qui embarquent à la gare de Méry | Nombre de voyageurs qui embarquent à la gare de Méry |
|                                                      | Semaine                                              | Samedi                                               | Dimanche                                             |
| ---------------------------------------------------- | ---------------------------------------------------- | ---------------------------------------------------- | ---------------------------------------------------- |
| 1977                                                 | 73                                                   | 23                                                   | 21                                                   |
| 1978                                                 | 84                                                   | 29                                                   | 26                                                   |
| 1979                                                 | 94                                                   | 22                                                   | 71                                                   |
| 1980                                                 | 80                                                   | 37                                                   | 50                                                   |
| 1981                                                 | 91                                                   | 39                                                   | 19                                                   |
| 1982                                                 | 86                                                   | 47                                                   | 13                                                   |
| 1983                                                 | 93                                                   | 20                                                   | 22                                                   |
| 1984                                                 | -                                                    | -                                                    | -                                                    |
| 1985                                                 | -                                                    | -                                                    | -                                                    |
| 1986                                                 | -                                                    | -                                                    | -                                                    |
| 1987                                                 | -                                                    | -                                                    | -                                                    |
| 1988                                                 | 66                                                   | 19                                                   | 12                                                   |
| 1989                                                 | 85                                                   | 18                                                   | 20                                                   |
| 1990                                                 | -                                                    | 27                                                   | 11                                                   |
| 1991                                                 | 85                                                   | 13                                                   | 16                                                   |
| 1992                                                 | 73                                                   | 25                                                   | 22                                                   |
| 1993                                                 | 75                                                   | 20                                                   | 20                                                   |
| 1994                                                 | 60                                                   | -                                                    | -                                                    |
| 1995                                                 | 38                                                   | -                                                    | -                                                    |
| 1996                                                 | 44                                                   | -                                                    | -                                                    |
| 1997                                                 | 49                                                   | -                                                    | -                                                    |
| 1998                                                 | 42                                                   | -                                                    | -                                                    |
| 1999                                                 | 40                                                   | -                                                    | -                                                    |
| 2000                                                 | 63                                                   | -                                                    | -                                                    |
| 2001                                                 | 34                                                   | -                                                    | -                                                    |
| 2002                                                 | 35                                                   | -                                                    | -                                                    |
| 2003                                                 | 32                                                   | 12                                                   | 4                                                    |
| 2004                                                 | 35                                                   | 13                                                   | 14                                                   |
| 2005                                                 | 47                                                   | 8                                                    | 6                                                    |
| 2006                                                 | 46                                                   | 12                                                   | 8                                                    |
| 2007                                                 | 40                                                   | 22                                                   | 30                                                   |
| 2008                                                 | -                                                    | -                                                    | -                                                    |
| 2009                                                 | 66                                                   | 32                                                   | 16                                                   |
| 2010                                                 | -                                                    | -                                                    | -                                                    |
| 2011                                                 | -                                                    | -                                                    | -                                                    |
| 2012                                                 | 59                                                   | 11                                                   | 14                                                   |
| 2013                                                 | 66                                                   | 15                                                   | 15                                                   |
| 2014                                                 | 60                                                   | 21                                                   | 12                                                   |
| 2015                                                 | 64                                                   | 9                                                    | 12                                                   |
| 2016                                                 | 60                                                   | 23                                                   | 16                                                   |
| 2017                                                 | 60                                                   | 8                                                    | 9                                                    |
| 2018                                                 | 82                                                   | 9                                                    | 18                                                   |
| 2019                                                 | 59                                                   | 22                                                   | 10                                                   |
| 2020                                                 | 63                                                   | 22                                                   | 20                                                   |
| 2021                                                 | -                                                    | -                                                    | -                                                    |
| 2022                                                 | 125                                                  | 35                                                   | 56                                                   |
| 2023                                                 | 115                                                  | 13                                                   | 25                                                   |
| 2024                                                 | 150                                                  | 50                                                   | 41                                                   |